# Conference League National 2005-2006
La Conference League National 2005-2006, conosciuta anche con il nome di Nationwide Conference per motivi di sponsorizzazione, è stata la 27ª edizione del campionato inglese di calcio di quinta divisione.

## Squadre partecipanti
| Squadra                | Città             | Stagione precedente                           |
| ---------------------- | ----------------- | --------------------------------------------- |
| Accrington Stanley     | Accrington        | 10º posto in Conference League National       |
| Altrincham             | Altrincham        | 5º posto in Conference League North, promosso |
| Aldershot Town         | Aldershot         | 4º posto in Conference League National        |
| Burton Albion          | Burton upon Trent | 16º posto in Conference League National       |
| Dag & Red              | Londra (Dagenham) | 11º posto in Conference League National       |
| Cambridge Utd          | Cambridge         | 24º posto in Football League Two, retrocesso  |
| Canvey Island          | Canvey Island     | 18º posto in Conference League National       |
| Crawley Town           | Crawley           | 12º posto in Conference League National       |
| Exeter City            | Exeter            | 6º posto in Conference League National        |
| Forest Green           | Nailsworth        | 20º posto in Conference League National       |
| Gravesend & Northfleet | Northfleet        | 14º posto in Conference League National       |
| Grays Athletic         | Grays             | 1º posto in Conference League South, promosso |
| Halifax Town           | Halifax           | 9º posto in Conference League National        |
| Hereford Utd           | Hereford          | 2º posto in Conference League National        |
| Kidderminster          | Kidderminster     | 23º posto in Football League Two, retrocesso  |
| Morecambe              | Morecambe         | 7º posto in Conference League National        |
| Scarborough            | Scarborough       | 13º posto in Conference League National       |
| Southport              | Southport         | 1º posto in Conference League North, promosso |
| Stevenage Borough      | Stevenage         | 5º posto in Conference League National        |
| Tamworth               | Tamworth          | 15º posto in Conference League National       |
| Woking                 | Woking            | 8º posto in Conference League National        |
| York City              | York              | 17º posto in Conference League National       |

## Classifica finale
|  | Pos. | Squadra                | Pt | G  | V  | N  | P  | GF | GS | DR  |
|  | ---- | ---------------------- | -- | -- | -- | -- | -- | -- | -- | --- |
|  | 1    | Accrington Stanley     | 91 | 42 | 28 | 7  | 7  | 76 | 45 | +31 |
|  | 2    | Hereford Utd           | 80 | 42 | 22 | 14 | 6  | 59 | 33 | +26 |
|  | 3    | Grays Athletic         | 76 | 42 | 21 | 13 | 8  | 94 | 55 | +39 |
|  | 4    | Halifax Town           | 75 | 42 | 21 | 12 | 9  | 55 | 40 | +15 |
|  | 5    | Morecambe              | 74 | 42 | 22 | 8  | 12 | 68 | 41 | +27 |
|  | 6    | Stevenage              | 69 | 42 | 19 | 12 | 11 | 62 | 47 | +15 |
|  | 7    | Exeter City            | 63 | 42 | 18 | 9  | 15 | 65 | 48 | +17 |
|  | 8    | York City              | 63 | 42 | 17 | 12 | 13 | 63 | 48 | +15 |
|  | 9    | Burton Albion          | 60 | 42 | 16 | 12 | 14 | 50 | 52 | -2  |
|  | 10   | Dag & Red              | 65 | 42 | 16 | 10 | 16 | 63 | 59 | +4  |
|  | 11   | Woking                 | 58 | 42 | 14 | 14 | 14 | 58 | 47 | +9  |
|  | 12   | Cambridge Utd          | 55 | 42 | 15 | 10 | 17 | 51 | 57 | -6  |
|  | 13   | Aldershot Town         | 54 | 42 | 16 | 6  | 20 | 61 | 74 | -13 |
|  | 14   | Canvey Island          | 51 | 42 | 13 | 12 | 17 | 47 | 58 | -11 |
|  | 15   | Kidderminster          | 50 | 42 | 13 | 11 | 18 | 39 | 55 | -16 |
|  | 16   | Gravesend & Northfleet | 49 | 42 | 13 | 10 | 19 | 45 | 57 | -12 |
|  | 17   | Crawley Town           | 47 | 42 | 12 | 11 | 19 | 48 | 55 | -7  |
|  | 18   | Southport              | 40 | 42 | 10 | 10 | 22 | 36 | 68 | -32 |
|  | 19   | Forest Green           | 38 | 42 | 8  | 14 | 20 | 49 | 62 | -13 |
|  | 20   | Tamworth               | 38 | 42 | 8  | 14 | 20 | 32 | 63 | -31 |
|  | 21   | Scarborough            | 37 | 42 | 9  | 10 | 23 | 40 | 66 | -26 |
|  | 22   | Altrincham (-18)       | 23 | 42 | 10 | 11 | 21 | 40 | 71 | -31 |

Legenda:
      Promosso in Football League Two 2006-2007.
  Ammesso ai play-off.
      Retrocesso in Conference League North 2006-2007.
      Retrocesso in Conference League South 2006-2007.
Regolamento:
Tre punti a vittoria, uno a pareggio, zero a sconfitta.
In caso di arrivo di due o più squadre a pari punti, la graduatoria viene stilata secondo i seguenti criteri:
- differenza reti
- maggior numero di gol segnati

Note:

In conseguenza dell'allargamento dei quadri del campionato, previste due retrocessioni e quattro promozioni dalle due Conference League regionali.
Il Canvey Island rinuncia a fine stagione e decide di retrocedere volontariamente in Isthmian League Division One North.
Scarborough, dapprima retrocesso, poi riammesso al posto del Canvey Island ed in ultimo relegato per problemi economici in Conference League North 2006-2007
Altrincham inizialmente retrocesso e successivamente riammesso, in seguito alle esclusione di Canvey Island e Scarborough e all'allargamento a 24 squadre della Conference League National 2006-2007
Penalizzazioni:

L'Altrincham è stato sanzionato con 18 punti di penalizzazione per aver utilizzato un calciatore non idoneo.

## Spareggi

### Play-off

#### Tabellone
|  | Semifinali | Semifinali     | Semifinali | Semifinali | Semifinali |  |  | Finale             | Finale             | Finale |  |
|  |            |                |            |            |            |  |  |                    |                    |        |  |
|  | 5          | Morecambe      | 1          | 2          | 3          |  |  |                    |                    |        |  |
|  | 2          | Hereford Utd   | 1          | 3          | 4          |  |  | Hereford Utd (dts) | Hereford Utd (dts) | 3      |  |
|  | 4          | Halifax Town   | 3          | 2          | 5          |  |  | Halifax Town       | Halifax Town       | 2      |  |
|  | 3          | Grays Athletic | 2          | 2          | 4          |  |  |                    |                    |        |  |

#### Semifinali
|                | Risultati |                | Luogo     |
| -------------- | --------- | -------------- | --------- |
| Morecambe      | 1-1       | Hereford Utd   | Morecambe |
| Hereford Utd   | 3-2       | Morecambe      | Hereford  |
|                |           |                |           |
| Halifax Town   | 3-2       | Grays Athletic | Halifax   |
| Grays Athletic | 2-2       | Halifax Town   | Grays     |
|                |           |                |           |

#### Finale
|              | Risultati |              | Luogo     |
| ------------ | --------- | ------------ | --------- |
| Hereford Utd | 3-2 (dts) | Halifax Town | Leicester |
|              |           |              |           |